# 塞博利杜
塞博利杜是葡萄牙波尔图区的一个堂区。总面积5.54平方公里，总人口945人，人口密度170.6人/平方公里。